# Aravinda Ramachandra Deo
Aravinda Ramachandra Deo es un diplomático indio jubilado.
- En 1956 ingresó al Servicio Exterior.
- En 1958 fue Encargado de negocios en Bucarest (Rumania).
- De 1961 a diciembre de 1962 fue cónsul General en Lhasa, cuando China atacó a la India en la guerra sino-india.[1]
- De 1963 a 1966 fue Encargado de negocios en Madrid.
- De 1968 a 1973 fue Alto Comisionado suplente en Colombo.
- Del 24 de abril de 1974 al 17 de diciembre de 1976 fue embajador en Berlín Este.
- En 1977 reemplazó en:A. N. D. Haksar como Secretario Adjunto.
- De 1982 a 1983 reemplazó a Ashoke Sen Chib como embajador en Belgrado (Yugoslavia).
- De 1984 a 1986 fue embajador en Budapest (Hungría).
- De 1986 a 1989 fue embajador en Katmandú (Nepal).
- Después de su jubilación en 1989, ha sido editor de Public Opinion Trends Analyses and News Service (POT) que revisó publicaciones en Pakistán, Bangladés, Sri Lanka, Nepal, Afganistán e Irán.
- En una entrevista explicó que la percepción de los indios comunes sobre Nepal no ha realizado adecuadamente ni sufficenty neutralizado por el lado nepalí la en:Indian Airlines Flight 814 y la Hrithik Roshan affair en  2000.[2]